# Lalage sharpei
Lalage sharpei е вид птица от семейство Campephagidae. Видът е почти застрашен от изчезване.

## Разпространение
Видът е разпространен в Самоа.